# Флавий Виктор
Вижте пояснителната страница за други личности с името Флавий Виктор.
Флавий Виктор (лат. Flavius Victor) е син на римския военноначалник Магн Максим, който след победата си над император Грациан през пролетта на 387 г. е прокламиран от войската си и признат за император на Западната римска империя. Той обявява след това (384 г.) сина си Флавий Виктор за август.
През 387 г. Магн Максим се опитва да прокуди съимператора Валентиниан II, който владее Италия. Има известни успехи и навлиза в Северна Италия, но след като се намесва константинополският император Теодосий I подпомогнат от готските федерати, Максим е победен през 388 г. в две битки и бива убит от войниците си. Скоро след това, през 388 г. Флавий Виктор е убит от военачалника Арбогаст Старши, изпратен с такава заповед от Теодосий.